# Heinz Plumanns

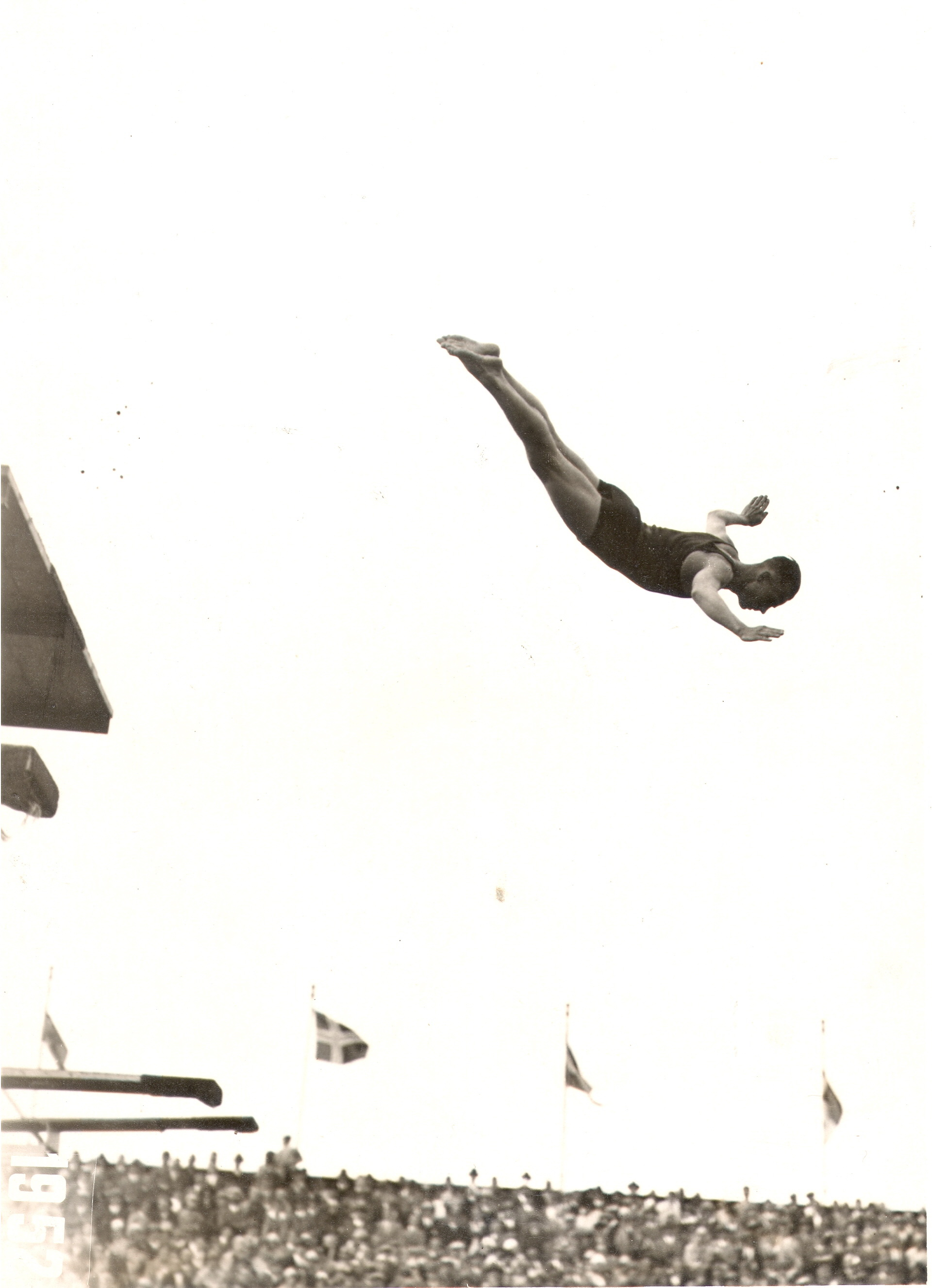
Heinz Plumanns (1928)

Heinrich „Heinz“ Plumanns (* 28. Juni 1902 in Köln; † 12. Januar 1986 in Köln) war ein deutscher Wasserspringer und Schwimmer.
Heinz Plumanns war in mehreren Wassersportdisziplinen aktiv, als Schwimmer, Wasserspringer und Wasserballer. Seine stärkste Disziplin im Schwimmen war das Seitenschwimmen, wo er einmal einen neuen deutschen Rekord knapp verfehlte. 1929 wurde er deutscher Meister auf dem Drei-Meter-Brett sowie 1928, 1929 und 1930 im Turmspringen. Als deutscher Meister im Turmspringen und Dritter der deutschen Meisterschaft im Kunstspringen startete er bei den Olympischen Spielen 1928 in Amsterdam im Kunstspringen und wurde Achter.
1932 eröffnete Plumanns eine Druckerei in der Kölner Innenstadt. Nach 1945 gehörte er zu den Mitbegründern des Westdeutschen Schwimm-Verbandes; viele Jahre war er dessen Vorsitzender und 32 Jahre lang dessen Springwart. Von 1953 bis 1963 sowie von 1971 bis 1973 hatte er diesen Posten im Deutschen Schwimm-Verband inne. Seit 1996 verleiht der Schwimmbezirk Mittelrhein die Heinz-Plumanns-Gedächtnisplakette für „überragende Verdienste um den Schwimmsport“.